# كلايتون بيدرو كيمارايس
كلايتون بيدرو كيمارايس هو لاعب كرة قدم برازيلي في مركز الدفاع، ولد في 17 أغسطس 1992 في ساو باولو في البرازيل. لعب مع جمعية بورتوغيزا الرياضية ونادي ميراسول.

## وصلات خارجية
- كلايتون بيدرو كيمارايس على موقع قاعدة بيانات كرة القدم.إي يو (الإنجليزية)
- كلايتون بيدرو كيمارايس على موقع Soccerway.com (الإنجليزية)